# Episodi di Only Murders in the Building (seconda stagione)
La seconda stagione della serie televisiva Only Murders in the Building, composta da dieci episodi, è stata pubblicata dal 28 giugno al 23 agosto 2022, sul servizio di video on demand Hulu negli Stati Uniti.
In Italia è stata pubblicata in contemporanea su Disney+, come Star Original.
Il cast principale di questa stagione è composto da Steve Martin, Martin Short, Selena Gomez, Cara Delevingne e Adina Verson.
| nº | Titolo originale             | Titolo italiano                 | Pubblicazione  |
| -- | ---------------------------- | ------------------------------- | -------------- |
| 1  | Persons of Interest          | Potenziali criminali            | 28 giugno 2022 |
| 2  | Framed                       | Incastrati                      | 28 giugno 2022 |
| 3  | The Last Day of Bunny Folger | L'ultimo giorno di Bunny Folger | 5 luglio 2022  |
| 4  | Here's Looking at You        | Ti tengo d'occhio               | 12 luglio 2022 |
| 5  | The Tell                     | Il gioco degli indizi           | 19 luglio 2022 |
| 6  | Performance Review           | La falsa prova                  | 26 luglio 2022 |
| 7  | Flipping the Pieces          | Il puzzle da ricostruire        | 2 agosto 2022  |
| 8  | Hello, Darkness              | Il blackout                     | 9 agosto 2022  |
| 9  | Sparring Partners            | Compagni di allenamento         | 16 agosto 2022 |
| 10 | I Know Who Did It            | So chi è stato                  | 23 agosto 2022 |

## Potenziali criminali
- Titolo originale: Persons of Interest
- Diretto da: John Hoffman
- Scritto da: John Hoffman e Noah Levine

### Trama
Charles, Oliver e Mabel vengono arrestati e interrogati dai detective Williams e Kreps prima di essere rilasciati per mancanza di prove. Mabel suggerisce di seguire il loro consiglio della polizia e di stare lontani dal caso. Più tardi, una donna di nome Alice invita Mabel a una mostra d'arte in una galleria locale e la incoraggia a dedicarsi nuovamente all'arte. Oliver incontra Amy Schumer mentre si trasferisce nell'appartamento di Sting; vuole trasformare il podcast in una serie TV. Nel frattempo, a Charles viene chiesto di interpretare "Zio Brazzos" in un reboot di Brazzos. Il trio scopre che Cinda ha avviato un podcast su loro tre, incoraggiandoli a indagare per riabilitare i loro nomi. Mabel rivela che Bunny le ha detto "14" prima di morire. Il trio irrompe nell'appartamento di Bunny e scopre che il suo pappagallo domestico imita Bunny. Quando Howard e Uma entrano, i tre si nascondono e li sentono prendere dal panico per un dipinto scomparso dall'appartamento di Bunny. Furtivamente, attraverso un ascensore sul retro, tornano ai loro appartamenti e Charles scopre che il dipinto scomparso è appeso al suo muro.
- Guest star: Michael Cyril Creighton (Howard Morris), Tina Fey (Cinda Canning), Jackie Hoffman (Uma Heller), Jayne Houdyshell (Bunny Folger), Da'Vine Joy Randolph (Donna Williams), Michael Rapaport (Detective Kreps), Amy Schumer (se stessa), Adina Verson (Poppy White/Becky Butler).

## Incastrati
- Titolo originale: Framed
- Diretto da: John Hoffman
- Scritto da: Kristin Newman

### Trama
Charles si rende conto che una delle persone nel dipinto è suo padre, mentre Mabel rivela che Bunny le ha anche detto "Savage" prima di morire. Su invito di Howard, il trio partecipa a un memoriale per Bunny, progettando di rimettere il dipinto nell'appartamento di Bunny. Lì incontrano Leonora Folger, la madre di Bunny e proprietaria del dipinto. Oliver e Mabel portano il dipinto nella strada vicino all'uscita dell'ascensore  di Bunny, progettando di incontrare Charles lì, ma Charles lascia accidentalmente chiudere la porta, chiudendoli fuori. In preda al panico, nascondono il dipinto vicino a un cassonetto ma in seguito scoprono che è scomparso. Mabel ritorna allo studio d'arte, dove Alice la incoraggia a distruggere una scultura per liberare le sue emozioni, e alla fine si baciano. Oliver incontra Amy nel suo appartamento e lei gli dice di aver trovato il dipinto vicino al cassonetto e di averlo appeso al muro. Leonora parla con Charles del dipinto, facendogli ricordare un giorno della sua infanzia in cui suo padre fu arrestato. Leonora scopre che il dipinto è da Amy, ma dopo un'ispezione dichiara che è un falso. Il pappagallo di Bunny viene consegnato a Oliver secondo la volontà di Bunny, e l'uccello dice "So chi è stato".
- Guest star: Vanessa Aspillaga (Ursula), Michael Cyril Creighton (Howard Morris), Jackie Hoffman (Uma Heller), Jayne Houdyshell (Bunny Folger), Christine Ko (Nina Lin), Ben Livingston (padre di Charles), Shirley MacLaine (Rose Cooper), Amy Schumer (se stessa), Adina Verson (Poppy White/Becky Butler).

## L'ultimo giorno di Bunny Folger
- Titolo originale: The Last Day of Bunny Folger
- Diretto da: Jude Weng
- Scritto da: Ben Smith

### Trama
Il trio cerca di scoprire com'è stato l'ultimo giorno di Bunny prima di morire. In un flashback, viene rivelato che l'ultimo giorno di Bunny come presidente del consiglio aveva suscitato il desiderio di trasferirsi in Florida dopo il suo pensionamento. Ha ricevuto una telefonata da una persona misteriosa che voleva acquistare il suo dipinto, ma lei ha rifiutato. Ha anche dato dei soldi in regalo al suo abituale cameriere del bar, Ivan, e ha riparato facilmente l'ascensore quando lei, Charles e Mabel sono rimasti bloccati dentro. Alla fine si rese conto di quanto significasse per lei l'Arconia e decise di non ritirarsi, contrariando il suo successore, Nina Lin, che le dice minacciosamente di dimettersi. Più tardi, Bunny fece visita a Charles, Oliver e Mabel, offrendo loro una bottiglia di champagne nella speranza di unirsi alla loro celebrazione, ma pensavano che fosse solo passata e non la invitarono ad entrare. Una figura mascherata la attaccò quando tornò da lei nel suo appartamento. Il trio si sente in colpa perché avrebbero potuto salvare la vita di Bunny con un semplice atto di gentilezza. Si rendono conto che Nina aveva motivi sufficienti per uccidere Bunny, rendendola la principale sospettata nelle indagini.
- Guest star: Vanessa Aspillaga (Ursula), Ryan Broussard (Will Putnam), Michael Cyril Creighton (Howard Morris), Jackie Hoffman (Uma Heller), Jayne Houdyshell (Bunny Folger), Russell G. Jones (Dr. Grover Stanley),  Christine Ko (Nina Lin), Daniel Oreskes (Marv), Ariel Shafir (Ivan), Jaboukie Young-White (Sam).

## Ti tengo d'occhio
- Titolo originale: Here's Looking at You
- Diretto da: Jude Weng
- Scritto da: Valentina Garza e Rachel Burger

### Trama
Lucy, la figlia adolescente dell'ex fidanzata di Charles, si presenta inaspettatamente nel suo appartamento. Nella coltelliera di Charles viene ritrovato il coltello ancora insanguinato usato come arma del delitto, che in realtà appartiene a Oliver. Rivela a Charles, Oliver e Mabel che ci sono tunnel segreti all'interno delle mura dell'Arconia che ha scoperto anni prima, e che è così che l'assassino si intrufola nei loro appartamenti. Mentre camminano attraverso i tunnel, sentono Nina e suo marito concordare sul fatto che Bunny doveva andarsene in modo che l'Arconia potesse essere modernizzata. Oliver è anche testimone di una discussione tra Teddy e Theo Dimas, che sono stati rilasciati sulla parola, che fa rivalutare a Oliver il suo rapporto con suo figlio. Più tardi, il trio e Lucy visitano Nina per convincerla a confessare l'omicidio di Bunny, ma lei entra in travaglio e chiede loro di trovare l'assassino di Bunny. Lucy confessa a Charles di essere scappata di casa dopo che sua madre si è risposata. Sebbene toccato dalle parole di Lucy secondo cui è il miglior patrigno che abbia mai avuto, Charles insiste affinché torni a casa. Prima di partire, Lucy avverte Charles che è in pericolo, ma non gli dice di essere venuta all'Arconia la notte dell'omicidio di Bunny e di aver visto l'assassino fuggire attraverso i tunnel. Charles fa visita a Jan in prigione per chiederle aiuto.
- Guest star: Ryan Broussard (Will Putnam), James Caverly (Theo Dimas), Zoe Colletti (Lucy), Michael Cyril Creighton (Howard Morris), Christine Ko (Nina Lin), Nathan Lane (Teddy Dimas), Amy Ryan (Jan Bellows).

## Il gioco degli indizi
- Titolo originale: The Tell
- Diretto da: Cherien Dabis
- Scritto da: Matteo Borghese e Rob Turbovsky

### Trama
Jan dice a Charles che l'assassino è forse un artista poiché hanno composto la scena del crimine per incastrare Mabel. Charles e Oliver scoprono che Mabel esce con Alice, che è un'artista, e diventano sospettosi di lei. A una festa che Alice organizza per un pubblico eclettico di artisti, Oliver propone un gioco di omicidio chiamato "Son of Sam". Alla fine del gioco, dichiara Alice l'assassina e pone una moltitudine di domande approfondite, costringendola a rivelare che ha mentito sul suo background e sui suoi studi in modo che la gente pensi che sia un'artista legittima. Più tardi, scoprono che Bunny aveva incontrato qualcuno nel suo ristorante abituale il giorno prima di morire, e quella persona potrebbe essere l'assassino. Alice si scusa con Mabel per averle mentito, e le due si riconciliano condividendo segreti personali. Nel frattempo, Will fa un test del DNA per il progetto scolastico di suo figlio, che rivela che ha antenati greci nonostante l'eredità irlandese di Oliver. Oliver ipotizza tristemente che la sua ex moglie possa aver avuto una relazione con Teddy, che potrebbe essere il padre biologico di Will.
- Guest star: Ryan Broussard (Will Putnam), Jayne Houdyshell (Bunny Folger), Nathan Lane (Teddy Dimas), Daniel Oreskes (Marv), Amy Ryan (Jan Bellows), Ariel Shafir (Ivan), Ali Stroker (Paulette), Jaboukie Young-White (Sam).

## La falsa prova
- Titolo originale: Performance Review
- Diretto da: Cherien Dabis
- Scritto da: Ben Smith e Joshua Allen Griffith

### Trama
Il trio vuole chiedere aiuto al detective Williams con una scatola di fiammiferi con le impronte digitali che hanno trovato di recente, ma lei è in congedo di maternità. Quando ricevono un SMS a suo nome che invita a lasciare le prove in un luogo pubblico, temono che si tratti dell'assassino che cerca di mettere le mani sulle prove. Decidono invece di lasciare una bomba glitterata per catturare l'assassino, ma i loro problemi personali li distraggono durante l'attesa finché non perdono l'occasione. Nel frattempo, Cinda trova un uomo del passato di Mabel che afferma falsamente che Mabel gli ha tagliato un dito e vuole usarlo nel suo podcast. L'assistente di Cinda, Poppy, tuttavia, ci ripensa e rivela alcune verità nascoste su Cinda a Mabel. Mabel poi va allo studio d'arte di Alice dove trova Alice che ricrea la scena del crimine dell'omicidio di Bunny per una mostra d'arte. Con il cuore spezzato, Mabel scappa, ma vede una persona bombardata di glitter nel suo vagone della metropolitana. Più tardi, Charles e Oliver vedono un video su Internet di Mabel che apparentemente accoltella quella persona.
- Guest star: Zoe Colletti (Lucy), Tina Fey (Cinda Canning), Wakeema Hollis (Naomi Jackson), Johnny Hopkins (Jimmy Russo), Jane Lynch (Sazz Pataki), Andrea Martin (Joy Payne), Michael Rapaport (Detective Kreps), Amy Ryan (Jan Bellows),  Adina Verson (Poppy White/Becky Butler).

## Il puzzle da ricostruire
- Titolo originale: Flipping the Pieces
- Diretto da: Chris Teague
- Scritto da: Stephen Marley e Ben Philippe

### Trama
Una serie di flashback descrive in dettaglio la relazione di Mabel con suo padre prima della sua morte per cancro. In seguito all'incidente della metropolitana, Mabel si sveglia nell'appartamento di Theo senza alcun ricordo dell'attacco e della sua borsa scomparsa. Theo le spiega che anche lui era nel vagone della metropolitana, ha visto cosa è successo e ha portato Mabel a casa dopo che era svenuta. Mostra a Mabel un distintivo di un dipendente di Coney Island che il suo aggressore aveva lasciato cadere, quindi vanno lì per indagare. Mabel recupera la sua borsa prima che il suo aggressore la scopra, ma scopre che la scatola di fiammiferi è scomparsa. Nel frattempo, il detective Williams fa visita a Charles e Oliver, che rivelano di avere il coltello del delitto, che le danno per l'analisi. Dopo essere fuggita da Coney Island, Mabel perdona Theo per la morte di Zoe e ricorda la notte dell'omicidio di Bunny, rendendosi conto di aver visto qualcuno scappare dal suo appartamento. Riunendosi con Charles e Oliver, Mabel mostra a Charles una foto di Lucy che ha trovato nella sua borsa. Temendo che Lucy sia il prossimo obiettivo dell'assassino, Charles cerca di chiamarla, ma la chiamata viene interrotta quando un blackout colpisce la città.
- Guest star: James Caverly (Theo Dimas), Zoe Colletti (Lucy), Mark Consuelos (padre di Mabel), Jayne Houdyshell (Bunny Folger), Da'Vine Joy Randolph (Donna Williams).

## Il blackout
- Titolo originale: Hello, Darkness
- Diretto da: Chris Teague
- Scritto da: Madeleine George

### Trama
Sapendo che Lucy è sola nell'appartamento di Charles, il trio torna di corsa all'Arconia per salvarla dall'assassino. Intanto il blackout costringe gli abitanti di Arconia ad allacciare nuovi collegamenti. Howard esce con uno dei suoi vicini, per il quale ha una cotta, e alla fine gli chiede di uscire, nonostante l'allergia letale dell'uomo ai gatti. Allo stesso tempo, Lester, il portiere, aiuta Nina a montare un'altalena per bambini, durante la quale Nina valuta il lavoro di Lester e gli dà una promozione. Il trio scopre che qualcuno è entrato nell'appartamento di Charles e ha inseguito Lucy attraverso i tunnel segreti. Successivamente incontrano Marv nei tunnel, credendo che sia lui l'assassino, ma in realtà Marv voleva aiutare il trio a catturare l'assassino, ma involontariamente li ha spaventati con la sua presenza. Su richiesta di Marv, Oliver accetta di registrarlo per un episodio di podcast mentre Lucy finalmente racconta a Charles cosa ha visto la notte dell'omicidio di Bunny. Dopo che la corrente è tornata, il trio incontra il detective Kreps nell'edificio. Mabel nota dei luccichii sul suo collo e si rende conto che era il suo ex aggressore.
- Guest star: Vanessa Aspillaga (Ursula), Zoe Colletti (Lucy), Teddy Coluca (Lester), Michael Cyril Creighton (Howard Morris), Russell G. Jones (Dr. Grover Stanley), Christine Ko (Nina Lin), Daniel Oreskes (Marv), Michael Rapaport (Detective Kreps), Ariel Shafir (Ivan), Ali Stroker (Paulette), Jason Veasey (Jonathan Bridgecroft), Jaboukie Young-White (Sam).

## Compagni di allenamento
- Titolo originale: Sparring Partners
- Diretto da: Jamie Babbit
- Scritto da: Kirker Butler

### Trama
Mabel cerca di affrontare il detective Kreps riguardo al suo coinvolgimento nell'omicidio di Bunny. Nega tutto, ma menziona la sua ammirazione per i podcast di Cinda, aumentando i sospetti di Mabel. Nel frattempo, Charles e Oliver scoprono il dipinto originale di Rose Cooper nascosto sotto la gabbia del pappagallo di Bunny. Charles scopre inoltre che Leonora è la stessa Rose Cooper. Rivela a Charles che lei e suo padre erano amanti da anni e che lui è stato arrestato mentre cercava di difenderla dal marito infuriato. Mostra anche a Charles un altro dipinto nascosto nella tela, raffigurante il giovane Charles e suo padre. Altrove, Oliver scopre che Teddy è davvero il padre biologico di Will, ma, per il bene di Will, entrambi decidono di mantenerlo segreto. Alice dà a Mabel un puzzle come offerta di pace e, con l'aiuto di ciò, Mabel si rende conto che uno dei podcast di Cinda menzionava un ristorante con il logo che aveva visto sullo zaino di Kreps. Quando interroga Poppy su questo, si rivela come Becky Butler, l'argomento del podcast, e che Kreps è l'amante di Cinda che ha aiutato Cinda a fornire prove. Mabel conclude che Cinda è la vera mente dietro l'omicidio di Bunny.
- Guest star: Ryan Broussard (Will Putnam), Michael Cyril Creighton (Howard Morris), Tina Fey (Cinda Canning), Jayne Houdyshell (Bunny Folger), Nathan Lane (Teddy Dimas), Shirley MacLaine (Rose Cooper), Michael Rapaport (Detective Kreps), Adina Verson (Poppy White/Becky Butler).

## So chi è stato
- Titolo originale: I Know Who Did It
- Diretto da: Jamie Babbit
- Scritto da: John Hoffman, Matteo Borghese e Rob Turbovsky

### Trama
Il trio organizza una festa di rivelazione dell'assassino in cui cercano di indurre l'assassino di Bunny a confessare. Dopo aver fallito con Cinda, Mabel dichiara Alice l'assassina, il che sembra essere vero quando Alice accoltella Charles allo stomaco. Cinda elogia Mabel per aver risolto il caso, il che rende Becky così frustrata da rivelare involontariamente informazioni che solo l'assassino potrebbe conoscere. Mentre Charles si sveglia illeso, tutti gli ospiti rivelano che la festa è stata un atto per smascherare Becky come il vero assassino. Il detective Williams ha scoperto che sul coltello del delitto c'era il DNA di Becky e Mabel si è resa conto che Bunny le aveva detto "14 Sandwich", che era il pasto preferito di Becky al ristorante abituale di Bunny. Becky viene arrestata insieme a Kreps, che si rivela essere l'amante e complice di Becky. Il loro motivo era diventare famosi realizzando il proprio podcast sulle indagini sull'omicidio. Con il caso chiuso, Charles ottiene un ruolo adeguato nel riavvio di Brazzos; Mabel e Alice riprendono la loro relazione; e Oliver si riconcilia con suo figlio, che già sa che non sono biologicamente imparentati. Un anno dopo, durante la serata di apertura di uno spettacolo di Broadway diretto da Oliver, l'attore protagonista, Ben Glenroy, crolla improvvisamente sul palco durante la sua esibizione.
- Guest star: Vanessa Aspillaga (Ursula), Ryan Broussard (Will Putnam), Zoe Colletti (Lucy), Todd Conner (sindaco), Michael Cyril Creighton (Howard Morris), Tina Fey (Cinda Canning), Jackie Hoffman (Uma Heller), Andrea Martin (Joy Payne), Daniel Oreskes (Marv), Da'Vine Joy Randolph (Donna Williams), Michael Rapaport (Detective Kreps), Paul Rudd (Ben Glenroy), Ariel Shafir (Ivan), Jason Veasey (Jonathan Bridgecroft).